# Потковица
Потковица, заобљени најчешће метални предмет у облику латиничног слова U. Монтира се на доњи-спољашњи део копита коња закивањем. Тај део копита је неосетљив и могло би се рећи да одговара нокту на прсту. То ради ковач — поткивач, јер се метода стављања потковице на коња назива поткивање. На тај начин се штити копито од хабања. 
Данас се потковице производе од композитних материјала као и од гуме.

## Амајлија
Истрошене потковице се прикуцавају на довратке улазних врата, као амајлија. Сматра се да доносе срећу.